# Hynek Boček von Podiebrad
Hynek Boček von Podiebrad (auch Hynek von Podiebrad, Hynek Boček von Kunstadt und Podiebrad; tschechisch Hynek Boček z Poděbrad, auch Hynek Poděbradský; † 16. Oktober 1426 in Nymburk) war ein böhmisch-mährischer Adliger und Anhänger der Hussiten.

## Leben
Hynek entstammte dem böhmischen Adelsgeschlecht Podiebrad. Seine Eltern waren Boček II. von Podiebrad und Anna Elisabeth von Leipa (Anna Eliška z Lipé), eine Tochter des Heinrich von Leipa (Jindřich z Lipé). Häufig benutzte er zusätzlich zu Hynek als zweiten Vornamen Boček, der bei seinen Vorfahren Tradition hatte.
Erstmals urkundlich erwähnt wurde Hynek 1417 im Zusammenhang mit dem Erbe seines in diesem Jahr verstorbenen Vaters. Hynek war unter seinen Brüdern der jüngste und erbte den Podiebrader Stammsitz mit der zugehörigen Herrschaft. Jan, der älteste Bruder, starb zwischen 1407 und 1409, noch zu Lebzeiten des Vaters. Der drittgeborene Boček erbte zusammen mit dem nächstgeborenen Viktorin die mährischen Besitzungen, während Viktorin zusätzlich die böhmischen Herrschaften Nachod und Hummel sowie Litice erhielt.
Während der Hussitenkriege stand Hynek zunächst auf Seiten der ostböhmischen Orebiten, deren Hauptmann er wurde. Beim Zusammenstoß mit den gemäßigten Prager Hussiten wurde er von diesen gefangen genommen, trat jedoch ein Jahr später in deren Dienste ein. 1423 beteiligte er sich zusammen mit seinem Bruder Viktorin am Hussitenzug nach Mähren. 1425 verhaftete er den Nymburger Hauptmann Jan Puška von Kunstadt auf dessen Burg Mydlovar und hielt ihn auf seiner Burg Podiebrad gefangen. Ursächlich für die Gefangennahme waren vermutlich langjährige Besitzstreitigkeiten zwischen dem Podiebrader und dem Lissitzer Familienzweig der Kunstädter. Nachdem Jan Puška in seinem Gefängnis bald verstarb, eignete sich Hynek dessen Burg Mydlovar mit der zugehörigen Herrschaft Kostomlat an, die er mit seinen Podiebrader Besitzungen verband. 1426 nahm er an der Schlacht bei Aussig teil. Als die Taboriten Podiebrad belagerten, floh er nach Nymburk, wo er am 16. Oktober 1426 an einer Schussverletzung starb. Er war nicht verheiratet und hinterließ keine Nachkommen.